# 6 Pułk Huzarów Cesarstwa Austriackiego
6 Pułk Huzarów Cesarstwa Austriackiego – jeden z austriackich pułków kawalerii okresu Cesarstwa Austriackiego.
Okręg poboru: Oradea (Nagyvárad).

## Wcześniejsza nomenklatura
- 1769: 16 Pułk Kawalerii
- 1780: 14 Pułk Kawalerii
- 1789: 16 Pułk Kawalerii
- 1798: 6 Pułk Huzarów

## Garnizony

### Przed powstaniem Cesarstwa
- 1784-1790: Opawa (Troppau)
- 1791-1792: Niderlandy Austriackie (Bruksela)
- 1798-1799: Opawa (Troppau)
- 1801: Reichstadt
- 1802-1804: Brandeis

### Po powstaniu Cesarstwa
- 1804-1805: Brandeis
- 1806: Klatovy (Klattau)
- 1807: Nagy-Tapolcsán
- 1808-1809: Gabel
- 1810-1812: Rzeszów
- 1814-1815: Stanisławów (Stanislaus)
- 1815-1818: Altkirchen in Elsass